# Virslīga 2020
La Virslīga 2020 è stata la 29ª edizione della massima divisione del campionato lettone di calcio dall'indipendenza e la 46ª con questa denominazione; è iniziata il 15 giugno 2020 e si è conclusa il 29 novembre 2020. Il Riga FC ha conquistato il trofeo per la terza volta nella sua storia, oltre che per la terza consecutiva.

## Stagione

### Novità
Il numero di squadre partecipanti è stato allargato a 10. Il Metta, ultimo classificato della Virslīga 2019, ha vinto lo spareggio promozione-retrocessione, rimanendo così in massima serie; dalla 1. Līga 2019 è stato promosso il Tukums 2000, primo classificato e all'esordio in Virslīga.

### Formula
Le 10 squadre partecipanti si affrontano in un girone all'italiana, per un totale di 36 giornate. La squadra campione di Lettonia è ammessa al primo turno di qualificazione della UEFA Champions League 2021-2022. Le squadre classificate al secondo e terzo posto sono ammesse al primo turno di qualificazione della UEFA Europa Conference League 2021-2022, assieme alla vincitrice della coppa nazionale. La penultima classificata in Virslīga affronta la seconda classificata in 1. Līga in uno spareggio promozione-retrocessione, mentre l'ultima della Virslīga retrocede direttamente in 1. Līga.

A causa del protrarsi della sosta provocata dalla diffusione della pandemia di COVID-19, è stato stabilito che le dieci squadre si affrontano tre volte soltanto, invece di quattro, per un totale di 27 giornate.

## Squadre partecipanti
| Club             | Città      | Stadio                             | Stagione precedente  |
| ---------------- | ---------- | ---------------------------------- | -------------------- |
| BFC Daugavpils   | Daugavpils | Celtnieks Stadions                 | 8º posto in Virslīga |
| Jelgava          | Jelgava    | Zemgales Olimpiskais Sporta Centrs | 7º posto in Virslīga |
| Liepāja          | Liepāja    | Daugavas Stadions                  | 6º posto in Virslīga |
| Metta            | Riga       | Hanzas Vidusskolas Laukums         | 9º posto in Virslīga |
| RFS Riga         | Riga       | Stadions Arkādija                  | 2º posto in Virslīga |
| Riga FC          | Riga       | Stadio Skonto                      | Campione di Lettonia |
| Spartaks Jūrmala | Jūrmala    | Stadio Slokas                      | 5º posto in Virslīga |
| Tukums 2000      | Tukums     | Tukuma Pilsētas Stadions           | 1º posto in 1. Līga  |
| Valmiera         | Valmiera   | Stadio Jānis Daliņš                | 4º posto in Virslīga |
| Ventspils        | Ventspils  | Stadio olimpico di Ventspils       | 3º posto in Virslīga |

## Classifica finale
|       | Pos. | Squadra          | Pt | G  | V  | N | P  | GF | GS | DR  |
| ----- | ---- | ---------------- | -- | -- | -- | - | -- | -- | -- | --- |
|       | 1.   | Riga FC          | 69 | 27 | 23 | 0 | 4  | 60 | 21 | +39 |
|       | 2.   | RFS Riga         | 66 | 27 | 21 | 3 | 3  | 66 | 21 | +45 |
|       | 3.   | Valmiera         | 47 | 27 | 13 | 8 | 6  | 47 | 33 | +14 |
|       | 4.   | Ventspils        | 44 | 27 | 12 | 8 | 7  | 40 | 25 | +15 |
| [ 3 ] | 5.   | Liepāja          | 42 | 27 | 12 | 6 | 9  | 57 | 34 | +23 |
|       | 6.   | Spartaks Jūrmala | 40 | 27 | 11 | 7 | 9  | 53 | 44 | +9  |
|       | 7.   | Jelgava          | 22 | 27 | 6  | 4 | 17 | 19 | 64 | -45 |
|       | 8.   | BFC Daugavpils   | 20 | 27 | 5  | 5 | 17 | 30 | 48 | -18 |
|       | 9.   | Metta            | 16 | 27 | 4  | 4 | 19 | 22 | 55 | -33 |
|       | 10.  | Tukums 2000      | 14 | 27 | 3  | 5 | 19 | 21 | 70 | -49 |

Legenda:
      Campione di Lettonia e ammessa alla UEFA Champions League 2021-2022
      Ammesse alla UEFA Europa Conference League 2021-2022
 Ammessa allo spareggio promozione-retrocessione
      Retrocessa in 1. Līga 2021
Note:
Tre punti a vittoria, uno a pareggio, zero a sconfitta.
La classifica viene stilata secondo i seguenti criteri:
- Punti conquistati
- Punti conquistati negli scontri diretti
- Differenza reti negli scontri diretti
- Partite vinte
- Differenza reti generale
- Reti totali realizzate
- Miglior rapporto goal (goal fatti/goal subiti)
- Fair-play ranking
- Spareggio

## Risultati

### Partite (1-18)
|                | BFC  | Jel  | Lie  | Met  | RFS  | Rig  | Spa  | Tuk  | Val  | Ven  |
| -------------- | ---- | ---- | ---- | ---- | ---- | ---- | ---- | ---- | ---- | ---- |
| BFC Daugavpils | –––– | 0-0  | 0-2  | 4-2  | 2-3  | 0-1  | 0-2  | 1-1  | 0-2  | 3-1  |
| Jelgava        | 1-0  | –––– | 1-5  | 2-2  | 0-4  | 0-3  | 2-3  | 2-1  | 1-2  | 1-0  |
| Liepāja        | 1-1  | 3-1  | –––– | 3-0  | 2-5  | 1-4  | 3-2  | 2-2  | 0-1  | 1-1  |
| Metta          | 1-4  | 1-0  | 2-1  | –––– | 0-1  | 0-3  | 1-2  | 2-0  | 2-2  | 1-2  |
| RFS Riga       | 2-1  | 1-0  | 3-0  | 5-1  | –––– | 1-2  | 4-1  | 3-0  | 5-2  | 1-0  |
| Riga FC        | 3-1  | 3-0  | 2-0  | 2-0  | 0-2  | –––– | 4-2  | 5-2  | 2-0  | 1-0  |
| Spartaks       | 3-3  | 4-1  | 2-2  | 2-0  | 1-1  | 2-1  | –––– | 1-1  | 2-3  | 1-3  |
| Tukums 2000    | 0-6  | 1-2  | 0-5  | 1-3  | 0-3  | 1-5  | 0-2  | –––– | 2-3  | 0-0  |
| Valmiera       | 3-0  | 2-0  | 1-1  | 1-0  | 0-4  | 0-1  | 2-2  | 2-0  | –––– | 3-0  |
| Ventspils      | 2-0  | 5-0  | 2-1  | 0-0  | 3-2  | 0-2  | 1-1  | 3-0  | 2-2  | –––– |

### Partite (19-27)
|                | BFC  | Jel  | Lie  | Met  | RFS  | Rig  | Spa  | Tuk  | Val  | Ven  |
| -------------- | ---- | ---- | ---- | ---- | ---- | ---- | ---- | ---- | ---- | ---- |
| BFC Daugavpils | –––– |      | 0-4  | 1-0  | 1-2  |      | 1-3  |      |      | 0-0  |
| Jelgava        | 2-0  | –––– | 0-7  |      |      | 0-2  |      |      | 2-2  | 0-5  |
| Liepāja        |      |      | –––– | 3-0  | 1-0  |      | 0-1  | 5-0  | 1-1  |      |
| Metta          |      | 0-1  |      | –––– | 0-3  |      | 1-1  |      | 1-2  |      |
| RFS Riga       |      | 1-0  |      |      | –––– | 3-0  | 2-1  |      |      | 1-1  |
| Riga FC        | 2-0  |      | 2-1  | 5-1  |      | –––– |      |      | 1-0  | 0-3  |
| Spartaks       |      | 7-0  |      |      |      | 1-2  | –––– | 2-4  |      | 1-2  |
| Tukums 2000    | 2-1  | 0-0  |      | 3-1  | 0-2  | 0-2  |      | –––– |      |      |
| Valmiera       | 3-0  |      |      |      | 2-2  |      | 0-1  | 5-0  | –––– |      |
| Ventspils      |      |      | 0-2  | 1-0  |      |      |      | 2-0  | 1-1  | –––– |

## Spareggio promozione/retrocessione
Lo spareggio inizialmente previsto tra il Metta, nono classificato in Virslīga, e l'Auda, secondo classificato della 1. Līga, non è stato disputato ed entrambe le squadre rimangono nelle rispettive categorie.

## Statistiche

### Capoliste solitarie
|    | —— | ——       | ——       | ——       | ——       | ——       | —— | —— | ——      | ——      | ——      | ——      | ——      | ——      | ——      | ——      | ——      | ——      | ——      | ——      | ——      | ——      | ——      | ——      | ——      | ——      | —— |  |
|    |    | RFS Riga | RFS Riga | RFS Riga | RFS Riga | RFS Riga |    |    | Riga FC | Riga FC | Riga FC | Riga FC | Riga FC | Riga FC | Riga FC | Riga FC | Riga FC | Riga FC | Riga FC | Riga FC | Riga FC | Riga FC | Riga FC | Riga FC | Riga FC | Riga FC |    |  |
|    |    |          |          |          |          |          |    |    |         |         |         |         |         |         |         |         |         |         |         |         |         |         |         |         |         |         |    |  |
|    |    |          |          |          |          |          |    |    |         |         |         |         |         |         |         |         |         |         |         |         |         |         |         |         |         |         |    |  |
| 1ª | 2ª | 3ª       | 4ª       | 5ª       | 6ª       | 7ª       | 8ª | 9ª | 10ª     | 11ª     | 12ª     | 13ª     | 14ª     | 15ª     | 16ª     | 17ª     | 18ª     | 19ª     | 20ª     | 21ª     | 22ª     | 23ª     | 24ª     | 25ª     | 26ª     | 27ª     |    |  |

### Classifica marcatori
| Gol |  |  | Giocatore           | Squadra          |
| --- |  |  | ------------------- | ---------------- |
| 18  |  |  | Dodô                | Liepaja          |
| 15  |  |  | Tolu Arokodare      | Valmiera         |
| 15  |  |  | Nemanja Belaković   | Spartaks Jurmala |
| 12  |  |  | Kule Mbombo         | Riga FC          |
| 11  |  |  | Evgeni Kozlov       | Ventspils        |
| 11  |  |  | Raimonds Krollis    | Metta            |
| 10  |  |  | Emerson Deocleciano | RFS Riga         |
| 10  |  |  | Chinonso Offor      | RFS Riga         |
| 9   |  |  | Artūrs Karašausks   | Liepaja          |
| 8   |  |  | Cédric Kouadio      | RFS Riga         |
| 8   |  |  | Kaspars Svārups     | Ventspils        |
| 8   |  |  | Tomáš Šimkovič      | RFS Riga         |